# Přebor Středočeského kraje 2006/2007
Přebor Středočeského kraje (jednu ze skupin 5. fotbalové ligy) hrálo v sezóně 2006/2007 16 klubů. Vítězem se stalo mužstvo SK Union Čelákovice.

## Systém soutěže
Kluby se střetly v soutěži každý s každým dvoukolovým systémem podzim–jaro, hrály tedy 30 kol.

## Nové týmy v sezoně 2006/07
- Z Divize A sestoupilo mužstvo SK Hořovice 1910.
- Z Divize B sestoupila mužstva SK Union Čelákovice a SK Rakovník.
- Z I. A třídy postoupila mužstva FC Jesenice (vítěz skupiny A), TJ Dynamo Nelahozeves (2. místo ve skupině A), Sokol Nové Strašecí (4. místo ve skupině A), SK Úvaly (vítěz skupiny B) a SK Slavia Jesenice (2. místo ve skupině B).

## Výsledná tabulka
| Poř. | Tým                            | Z  | V  | R  | P  | VG | OG | B  |
| ---- | ------------------------------ | -- | -- | -- | -- | -- | -- | -- |
| 1.   | SK Union Čelákovice            | 30 | 23 | 4  | 3  | 98 | 24 | 73 |
| 2.   | SK Rakovník                    | 30 | 18 | 4  | 8  | 61 | 30 | 58 |
| 3.   | Sokol Nové Strašecí            | 30 | 15 | 4  | 11 | 58 | 49 | 49 |
| 4.   | SK Černolice                   | 30 | 15 | 4  | 11 | 56 | 53 | 49 |
| 5.   | AFK Sokol Semice               | 30 | 15 | 3  | 12 | 47 | 51 | 48 |
| 6.   | FK Slavoj Stará Boleslav       | 30 | 14 | 4  | 12 | 51 | 47 | 46 |
| 7.   | SK Polaban Nymburk             | 30 | 13 | 4  | 14 | 39 | 45 | 42 |
| 8.   | SK Úvaly                       | 30 | 12 | 6  | 12 | 44 | 52 | 42 |
| 9.   | TJ Tatran Sedlčany             | 30 | 12 | 5  | 13 | 52 | 55 | 41 |
| 10.  | Králodvorská cementárna Beroun | 30 | 11 | 8  | 11 | 47 | 49 | 41 |
| 11.  | FC Jesenice                    | 30 | 12 | 5  | 13 | 48 | 54 | 41 |
| 12.  | SK Slavia Jesenice             | 30 | 12 | 5  | 13 | 51 | 53 | 41 |
| 13.  | Sokol Teplýšovice              | 30 | 11 | 6  | 13 | 42 | 63 | 39 |
| 14.  | FK Brandýs nad Labem           | 30 | 7  | 10 | 13 | 36 | 47 | 31 |
| 15.  | SK Hořovice 1910               | 30 | 6  | 5  | 19 | 38 | 65 | 23 |
| 16.  | TJ Dynamo Nelahozeves          | 30 | 4  | 4  | 22 | 29 | 60 | 16 |

Poznámky:
- Z = Odehrané zápasy; V = Vítězství; R = Remízy; P = Prohry; VG = Vstřelené góly; OG = Obdržené góly; B = Body

|  | Postup do příslušné Divize (A, B nebo C) |
|  | Sestup do příslušné I. A třídy           |